# Retorta (protista)
Retorta es un género de foraminífero bentónico de nombre rechazado e invalidado, aunque también considerado un sinónimo posterior de Adelosina de la familia Spiroloculinidae, de la superfamilia Milioloidea, del suborden Miliolina y del orden Miliolida. Su rango cronoestratigráfico abarca el Holoceno.

## Discusión
Retorta fue propuesto como un subgénero de Serpula, es decir, Serpula (Retorta), nombre rechazado según el artículo ICZN Op. 558.

## Clasificación
En Retorta no se ha considerado ninguna especie.